# Ваді

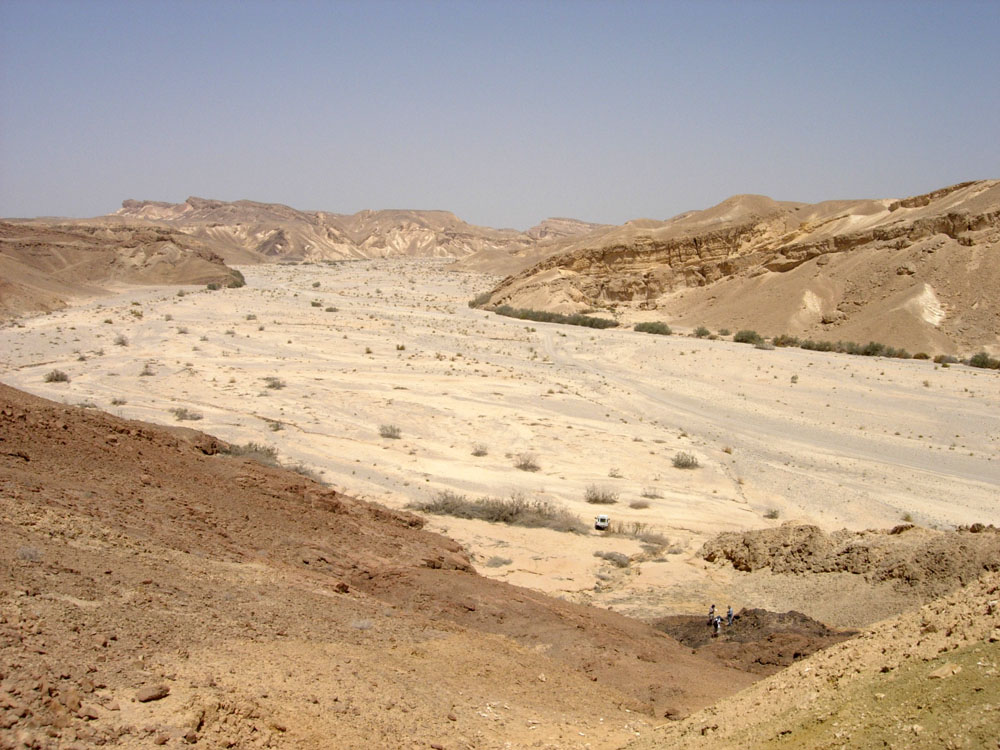
Ваді в пустелі Негев (Ізраїль)

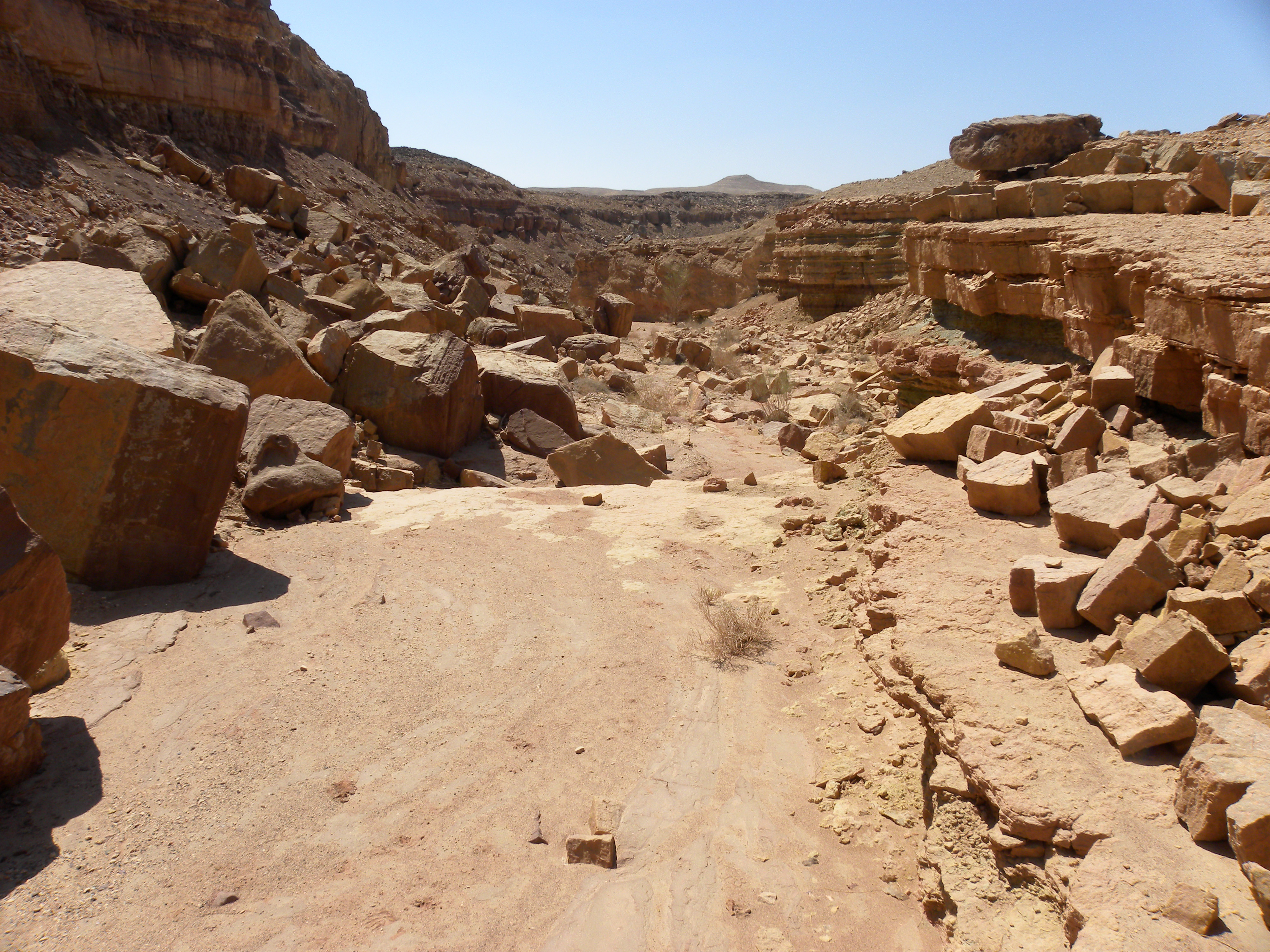
Ваді у Палестині.

30°36′47.96″ пн. ш. 34°55′24.38″ сх. д. / 30.6133222° пн. ш. 34.9234389° сх. д.
Ваді (араб. وادي сухе річище) — це сухі долини з крутими (іноді майже прямовисними) схилами в пустелях Північної Африки, Близького Сходу та Аравії. Зароджуються внаслідок ерозійної діяльності тимчасових, зазвичай зливових потоків, і розвиваються далі внаслідок вітрових (еолових) процесів. Їх борти часто прорізані вузькими ущелинами, долина поглиблена, розширена. На відміну від річок не мають терас і загального ухилу дна.
Ваді завершуються безстічними западинами з дуже крутими схилами, які виповнені інколи потужною товщею пролювію. На бортах і дні ваді поширені засолонені останцеві озера. Довжина ваді може сягати кількох сотень км.
У Північній Африці для ваді використовується транскрипція Oued — уед.